# Рейна, Хавьер
Хавьер Арлей Рейна Кальво (исп. Javier Arley Reina Calvo; род. 4 января 1989, Кали) — колумбийский футболист, полузащитник клуба «Индепендьенте Медельин».

## Клубная карьера
Хавьер начал свою футбольную карьеру в клубе Америка де Кали, сделав свой профессиональный дебют в 2005 году. Всего за клуб в 33 матчах, базирующейся в Кали, Хавьер забил два гола.
В апреле 2008 года Рейна отправился в Бразилию для игры за Крузейро, а в августе 2008 года присоединилась к клубу Серии B, Ипатинга, на правах аренды. В летнем перерыве сезона 2010 года он подписал контракт, сроком на сезон с командой «Сеара».
17 января 2011 года Рейна присоединился к южнокорейской команде «Чоннам Дрэгонз», отправившись в аренду на 1 год. После аренды в корейской команде, он переехал в «Сеару» из «Крузейро» на постоянной основе. 4 июля 2012 года Рейна вернулся в Южную Корею, подписав контракт с «Соннам».